# Walt Disney Pictures
Walt Disney Pictures è una casa di produzione cinematografica statunitense, divisione della The Walt Disney Company. Mantiene da sempre l'immagine familiare associata a tutte le produzioni della Disney e normalmente realizza film per tutti.
Walt Disney Pictures fu costituita come divisione della Disney nel 1983, indipendente dalla Buena Vista Distribution; precedentemente a tale data, i film Disney venivano prodotti dalla società madre, la Walt Disney Productions.
Walt Disney Pictures include Walt Disney Animation Studios (precedentemente nota come Walt Disney Feature Animation) e Pixar Animation Studios, e fa parte di The Walt Disney Studios.

## Storia
Il predecessore dello studio (e la moderna The Walt Disney Company nel suo insieme) viene fondata come Disney Brothers Cartoon Studio, dal regista Walt Disney e dal suo socio in affari e fratello maggiore Roy, nel 1923.
La creazione di Topolino e dei successivi cortometraggi e merchandise generò entrate per lo studio che venne ribattezzato The Walt Disney Studio nel 1926. Nel 1929, venne ribattezzato Walt Disney Productions. La serie di successi dello studio continuò negli anni trenta, culminando con l'uscita nel 1937 del primo lungometraggio d'animazione, Biancaneve e i sette nani, che diventò un enorme successo finanziario. Con i profitti di Biancaneve, Walt si trasferì in un nuovo studio a Burbank.
Negli anni quaranta, la Disney iniziò a sperimentare nel campo dei lungometraggi live-action, con l'introduzione di film ibridi di animazione e live action. Nello stesso decennio, lo studio ha iniziato anche a produrre documentari sulla natura.
La Walt Disney Productions produsse il suo primo film completamente live-action nel 1950 con l'uscita de L'isola del Tesoro, considerata dalla Disney la concezione ufficiale di ciò che alla fine si sarebbe evoluto nella moderna Walt Disney Pictures. Nel 1953, la società terminò i propri accordi con distributori di terze parti come RKO Radio Pictures e United Artists e formò la propria società di distribuzione, Buena Vista Distribution.

### Nascita di Walt Disney Pictures
La divisione live-action della Walt Disney Productions ha dato vita alla Walt Disney Pictures il 1º aprile del 1983 per diversificare i soggetti dei film ed espandere il pubblico per le proprie uscite cinematografiche. Nell'aprile 1983, Richard Berger viene assunto dal CEO della Disney Ron W. Miller per ricoprire il ruolo di presidente dello studio. Nel 1984 Miller fonda il marchio Touchstone Pictures come etichetta per i film dello studio PG-13 e R-rated con la previsione di distribuire sotto questo nome metà dei film Disney annui. Nello stesso anno, il nuovo CEO della Disney Michael Eisner licenzia Berger, sostituendolo con Jeffrey Katzenberg. Hollywood Pictures si forma all'interno di quell'unità rispettivamente il'1 febbraio 1989.
Nel gennaio 2010, Sean Bailey viene nominato presidente della produzione live-action dello studio. Sotto la guida di Bailey e con il supporto dell'allora CEO della Disney Bob Iger, e successivamente del presidente dello studio Alan Horn, la Walt Disney Pictures ha perseguito una strategia cinematografica a che prevedeva la produzione di film ad alto budget che potessero fare rientrare facilmente i soldi spesi.
Nel 2011 Disney semplifica il logo visualizzato nella intro e nei titoli dei film con la semplice scritta "Disney".
Nel 2017, The Walt Disney Company annuncia la volontà creare la propria piattaforma streaming. Il nuovo servizio, noto come Disney+, sarebbe caratterizzato da una programmazione originale creata dalla vasta gamma di studi di produzione cinematografica e televisiva dell'azienda, inclusa la Walt Disney Pictures. Come parte di questa nuova piattaforma di distribuzione, viene confermato che la Walt Disney Pictures avrebbe rinnovato lo sviluppo di film di genere a budget ridotto che lo studio aveva precedentemente smesso di produrre per il mercato cinematografico pochi anni prima. Nel 2018, sono stati annunciati nove film in produzione o in sviluppo per il servizio. Questi film avrebbero un budget compreso tra i 20 e i 60 milioni di dollari. Si prevede che lo studio produrrà circa 3-4 film all'anno esclusivamente per Disney+, oltre alla sua lista di produzioni cinematografiche. Disney+ è stato lanciato il 12 novembre 2019 negli Stati Uniti, in Canada e nei Paesi Bassi, con successive espansioni internazionali, tra cui l'Italia nel 2020. Nei primi due mesi dal lancio del servizio, la Walt Disney Pictures ha distribuito tre film (Lilli e il vagabondo, Noelle e Togo) esclusivamente per Disney+.
Il 12 marzo 2020, la presidente di Fox Family, Vanessa Morrison viene nominata presidente dello sviluppo live-action e della produzione di contenuti in streaming sia per Walt Disney Pictures che per 20th Century Studios, rispondendo direttamente a Bailey. Quello stesso giorno, Philip Steuer e Randi Hiller sono stati nominati rispettivamente come presidente dello studio fisico, post produzione e VFX, e vice presidente esecutivo per il casting, supervisionando queste funzioni sia per la Walt Disney Pictures che per la 20th Century Studios.

## Filmografia

### Film d'animazione
- Biancaneve e i sette nani (1937)
- Pinocchio (1940)
- Fantasia (1940)
- Il drago riluttante (1941)
- Dumbo (1941)
- Bambi (1942)
- Saludos Amigos (1942)
- Questione di psicologia (1943)
- I tre caballeros (1944)
- Musica maestro (1946)
- Bongo e i tre avventurieri (1947)
- Lo scrigno delle sette perle (1948)
- Le avventure di Ichabod e Mr. Toad (1949)
- Cenerentola (1950)
- Alice nel Paese delle Meraviglie (1951)
- Le avventure di Peter Pan (1953)
- Lilli e il vagabondo (1955)
- La bella addormentata nel bosco (1959)
- Paperino nel mondo della matemagica (1959)
- La carica dei 101 (1961)
- La spada nella roccia (1963)
- Il libro della giungla (1967)
- Gli Aristogatti (1970)
- Robin Hood (1973)
- Le avventure di Winnie the Pooh (1977)
- Le avventure di Bianca e Bernie (1977)
- Red e Toby nemiciamici (1981)
- Canto di Natale di Topolino (1983)
- Taron e la pentola magica (1985)
- Basil l'investigatopo (1986)
- Oliver & Company (1988)
- La sirenetta (1989)
- Zio Paperone alla ricerca della lampada perduta (1990)
- Il principe e il povero (1990)
- Bianca e Bernie nella terra dei canguri (1990)
- La bella e la bestia (1991)
- Aladdin (1992)
- Nightmare Before Christmas (1993) (distribuito in collaborazione con la Touchstone Pictures)
- Il ritorno di Jafar (1994)
- Il re leone (1994)
- In viaggio con Pippo (1995)
- Topolino e il cervello in fuga (1995)
- Pocahontas (1995)
- Toy Story - Il mondo dei giocattoli (1995)
- Il gobbo di Notre Dame (1996)
- Aladdin e il re dei ladri (1996)
- James e la pesca gigante (1996)
- Il piccolo tostapane va a scuola (1997)
- Hercules (1997)
- Winnie the Pooh alla ricerca di Christopher Robin (1997)
- La bella e la bestia - Un magico Natale (1997)
- Il mondo incantato di Belle (1998)
- Il piccolo tostapane va su Marte (1998)
- Il re leone II - Il regno di Simba (1998)
- Mulan (1998)
- Pocahontas II - Viaggio nel nuovo mondo (1998)
- A Bug's Life - Megaminimondo (1998)
- Doug - Il film (1999)
- Tarzan (1999)
- Toy Story 2 - Woody e Buzz alla riscossa (1999)
- Winnie the Pooh: Tempo di regali (1999)
- Topolino e la magia del Natale (1999)
- Fantasia 2000 (1999)
- Dinosauri (2000)
- Estremamente Pippo (2000)
- Buzz Lightyear da Comando Stellare - Si parte! (2000)
- T come Tigro... e tutti gli amici di Winnie the Pooh (2000)
- La sirenetta II - Ritorno agli abissi (2000)
- Le follie dell'imperatore (2000)
- Ricreazione - La scuola è finita (2001)
- Lilli e il vagabondo II - Il cucciolo ribelle (2001)
- Atlantis - L'impero perduto (2001)
- Monsters & Co. (2001)
- Il bianco Natale di Topolino - È festa in casa Disney (2001)
- Ricreazione: Natale sulla terza strada (2001)
- Ritorno all'Isola che non c'è (2002)
- Il gobbo di Notre Dame II (2002)
- Cenerentola II - Quando i sogni diventano realtà (2002)
- Lilo & Stitch (2002)
- Buon anno con Winnie the Pooh (2002)
- Il pianeta del tesoro (2002)
- La carica dei 101 II - Macchia, un eroe a Londra (2003)
- Il libro della giungla 2 (2003)
- Pimpi, piccolo grande eroe (2003)
- Alla ricerca di Nemo (2003)
- Atlantis - Il ritorno di Milo (2003)
- Koda, fratello orso (2003)
- Provaci ancora Stitch! (2003)
- Ricreazione: Un nuovo inizio (2003)
- Ricreazione: Stiamo crescendo (2003)
- Teacher's Pet (2004)
- Il Re Leone 3 - Hakuna Matata (2004)
- Mucche alla riscossa (2004)
- Winnie the Pooh: Ro e la magia della primavera (2004)
- Topolino, Paperino, Pippo: I tre moschettieri (2004)
- Mulan II (2004)
- Gli Incredibili - Una normale famiglia di supereroi (2004)
- Topolino strepitoso Natale! (2004)
- Winnie the Pooh e gli Efelanti (2005)
- Tarzan 2 (2005)
- Lilo & Stitch 2 - Che disastro Stitch! (2005)
- La famiglia Proud - Il film (2005)
- Il primo Halloween da Efelante (2005)
- C'era una volta Halloween (2005)
- Chicken Little - Amici per le penne (2005)
- Le follie di Kronk (2005)
- Leroy & Stitch (2006)
- Bambi 2 - Bambi e il Grande Principe della foresta (2006)
- Uno zoo in fuga (2006)
- Cars - Motori ruggenti (2006)
- Koda, fratello orso 2 (2006)
- Red e Toby 2 - Nemiciamici (2006)
- Cenerentola - Il gioco del destino (2007)
- I Robinson - Una famiglia spaziale (2007)
- Ratatouille (2007)
- La sirenetta - Quando tutto ebbe inizio (2008)
- Trilli (2008)
- Bolt - Un eroe a quattro zampe (2008)
- WALL-E (2008)
- Trilli e il tesoro perduto (2009)
- La principessa e il ranocchio (2009)
- Up (2009)
- A Christmas Carol (2009)
- Trilli e il grande salvataggio (2010)
- Toy Story 3 - La grande fuga (2010)
- Rapunzel - L'intreccio della torre (2010)
- Gnomeo e Giulietta (2011)
- Milo su Marte (2011)
- Cars 2 (2011)
- Winnie the Pooh - Nuove avventure nel Bosco dei 100 Acri (2011)
- Ralph Spaccatutto (2012)
- Ribelle - The Brave (2012)
- Trilli e il segreto delle ali (2012)
- Frankenweenie (2012)
- Monsters University (2013)
- Planes (2013)
- Tutti in scena! (2013)
- Frozen - Il regno di ghiaccio (2013)
- Trilli e la nave pirata (2014)
- Planes 2 - Missione antincendio (2014)
- Trilli e la creatura leggendaria (2015)
- Big Hero 6 (2014)
- Inside Out (2015)
- Il viaggio di Arlo (2015)
- Zootropolis (2016)
- Alla ricerca di Dory (2016)
- Oceania (2016)
- Cars 3 (2017)
- Coco (2017)
- Gli Incredibili 2 (2018)
- Ralph spacca Internet (2018)
- Toy Story 4 (2019)
- Frozen II - Il segreto di Arendelle (2019)
- Onward - Oltre la magia (2020)
- Soul (2020)
- Raya e l'ultimo drago (2021)
- Luca (2021)
- Encanto (2021)
- L'era glaciale - Le avventure di Buck (2022)
- Red (2022)
- Strange World - Un mondo misterioso (2022)
- Elemental (2023)
- Wish (2023)
- Oceania 2 (2024)
- Elio (2025)

### Lungometraggio Documentario
- The Pixar Story (2007)

### Live-action
- La grande festa (Hollywood Party) (cameo) (1934) (distribuito in collaborazione con la Metro-Goldwyn-Mayer)
- I racconti dello zio Tom (1946)
- Tanto caro al mio cuore (1948)
- L'isola del tesoro (1950)
- Robin Hood e i compagni della foresta (1952)
- La spada e la rosa (1953)
- Rob Roy, il bandito di Scozia (1954)
- Ventimila leghe sotto i mari (1954)
- Le avventure di Davy Crockett (1955)
- Il piccolo fuorilegge (1955)
- Le 22 spie dell'Unione (1956)
- Davy Crockett e i pirati (1956)
- Carovana verso il West (1956)
- I rivoltosi di Boston (1957)
- Zanna gialla (1957)
- Johnny, l'indiano bianco (1958)
- La sfida di Zorro (1958)
- L'ultima battaglia del generale Custer (1958)
- Geremia, cane e spia (1959)
- Darby O'Gill e il re dei folletti (1959)
- La rivincita di Zorro (1959)
- La sfida del terzo uomo (1959)
- Toby Tyler (1960)
- Il ragazzo rapito (1960)
- Il segreto di Pollyanna (1960)
- Dieci uomini coraggiosi (1960)
- Robinson nell'isola dei corsari (1960)
- Un professore fra le nuvole (1961)
- Il cowboy con il velo da sposa (1961)
- La trappola di ghiaccio (1961)
- Bobby il cucciolo di Edimburgo (1961)
- Babes in Toyland (1961)
- Un tipo lunatico (1962)
- OK Parigi! (1962)
- Compagni d'avventura (1962)
- Angeli o quasi (1962)
- La leggenda di Lobo (1962)
- I figli del capitano Grant (1962)
- Professore a tutto gas (1963)
- Ultimo treno da Vienna (1963)
- Sam il selvaggio (1963)
- Magia d'estate (1963)
- L'incredibile avventura (1963)
- Le tre vite della gatta Tomasina (1963)
- Tigre in agguato (1964)
- Le disavventure di Merlin Jones (1964)
- Giallo a Creta (1964)
- Mary Poppins (1964)
- Emil e i Detective (1964)
- I cacciatori del lago d'argento (1965)
- Lo zio dello scimpanzé (1965)
- F.B.I. - Operazione gatto (1965)
- Quattro bassotti per un danese (1966)
- Il cavallo indiano (1966)
- Il comandante Robinson Crusoe (1966)
- Il principe di Donegal (1966)
- I ragazzi di Camp Siddons (1966)
- Scimmie, tornatevene a casa (1967)
- Un maggiordomo nel far west (1967)
- La gnomo mobile (1967)
- Giannino, il coguaro solitario (1967)
- Il più felice dei miliardari (1967)
- Il fantasma del pirata Barbanera (1968)
- Pazza banda di famiglia (1968)
- L'incredibile furto di Mr. Girasole (1968)
- Il cavallo in doppiopetto (1968)
- Un Maggiolino tutto matto (1968)
- Smith, un cowboy per gli indiani (1969)
- Rascal, l'orsetto lavatore (1969)
- Il computer con le scarpe da tennis (1969)
- Il re dei grizzlies (1970)
- Boatniks, i marinai della domenica (1970)
- Wyoming, terra selvaggia (1971)
- La TV ha i suoi primati (1971)
- L'ultimo eroe del West (1971)
- Un papero da un milione di dollari (1971)
- Pomi d'ottone e manici di scopa (1971)
- Perdipiù il segugio fannullone (1972)
- Spruzza, sparisci e spara (1972)
- Due ragazzi e un leone (1972)
- Corri, puma, corri (1972)
- Pistaaa... arriva il gatto delle nevi (1972)
- Nanù, il figlio della giungla (1973)
- Charlie e l'angelo (1973)
- Un piccolo indiano (1973)
- Dai papà... sei una forza! (1973)
- Herbie il Maggiolino sempre più matto (1974)
- Gli orsi e io (1974)
- Un cowboy alle Hawaii (1974)
- L'isola sul tetto del mondo (1974)
- L'uomo più forte del mondo (1975)
- L'incredibile viaggio verso l'ignoto (1975)
- La banda delle frittelle di mele (1975)
- Il mistero del dinosauro scomparso (1975)
- A cavallo di un pony selvaggio (1976)
- La gang della spider rossa (1976)
- Piccoli ladri di cavalli (1976)
- Il tesoro di Matecumbe (1976)
- Gus - Uno strano campione di football (1976)
- Quello strano cane... di papà (1976)
- Tutto accadde un venerdì (1976)
- Herbie al rally di Montecarlo (1977)
- Elliott il drago invisibile (1977)
- Nato per correre (1977)
- Una ragazza, un maggiordomo e una lady (1978)
- Ritorno dall'ignoto (1978)
- Il gatto venuto dallo spazio (1978)
- Teste calde e tanta fifa (1978)
- Gli sposati di North Avenue (1979)
- La banda delle frittelle di mele colpisce ancora (1979)
- Un astronauta alla tavola rotonda (1979)
- The Black Hole - Il buco nero (1979)
- Follia di mezzanotte (1980)
- Gli occhi del parco (1980)
- Herbie sbarca in Messico (1980)
- L'ultimo viaggio dell'arca di Noè (1980)
- Popeye - Braccio di ferro (1980)
- Il diavolo e Max (1981)
- Amy (1981)
- Il drago del lago di fuoco (1981)
- Condorman (1981)
- Fuga nella notte (1982)
- Tron (1982)
- Un ragazzo chiamato Tex (1982)
- Giallo a Malta (1983)
- Qualcosa di sinistro sta per accadere (1983)
- Mai gridare al lupo (1984)
- Where The Toys Come From (1984)
- Nel fantastico mondo di Oz (1985)
- Il viaggio di Natty Gann (1985)
- Un magico natale (1985)
- Navigator (1986)
- Quattro cuccioli da salvare (1987)
- Indomabile (1988)
- Tesoro mi si sono ristretti i ragazzi (1989)
- Un ghepardo per amico (1989)
- Naufragio (1990)
- Zanna Bianca - Un piccolo grande lupo (1991)
- Tuffo nel buio (1991)
- Gli strilloni (1992)
- Tesoro, mi si è allargato il ragazzino (1992)
- Stoffa da campioni (1992)
- Festa in casa Muppet (1992)
- In fuga a quattro zampe (1993)
- Sulle orme del vento (1993)
- Le avventure di Huck Finn (1993)
- Hocus Pocus (1993)
- Cool Runnings - Quattro sottozero (1993)
- I 3 moschettieri (1993)[1]
- Iron Will - Volontà di vincere (1994)
- Ho trovato un milione di dollari (1994)
- Piccoli grandi eroi (1994)
- La leggenda di Zanna Bianca (1994)
- Angels (1994)
- Il guerriero del falco (1994)
- Santa Clause (1994)[2]
- Mowgli - Il libro della giungla (1994)
- Pesi massimi (1995)
- L'uomo di casa (1995)
- Pecos Bill - Una leggenda per amico (1995)
- Quando gli elefanti volavano (1995)
- Un ragazzo alla corte di re Artù (1995)
- Una squadra di classe (1995)
- Frank and Ollie (1995)
- Le avventure di Tom Sawyer e Huck Finn (1995)
- I Muppet nell'isola del tesoro (1996)
- Quattro zampe a San Francisco (1996)
- First Kid - Una peste alla Casa Bianca (1996)
- Ducks - Una squadra a tutto ghiaccio (1996)
- La carica dei 101 - Questa volta la magia è vera (1996)[3]
- Operazione Gatto (1997)
- Da giungla a giungla (1997)
- George re della giungla...? (1997)
- Tesoro, ci siamo ristretti anche noi (1997)
- Air Bud (1997)
- Come ho conquistato Marte (1997)
- Fantasmi da prima pagina (1997)
- Il ritorno del maggiolino tutto matto (1997)
- Flubber (1997)[3]
- Mr. Magoo (1997)
- Superfusi di testa (1998)
- Genitori in trappola (1998)
- Air Bud 2 - Eroe a quattro zampe (1998)
- A casa per natale (1998)
- Il grande Joe (1998) (in produzione con RKO Radio Pictures)
- Martin il marziano (1999)
- Endurance (1999)
- Inspector Gadget (1999)
- Una storia vera (1999)
- Faccia a faccia (2000)
- La carica dei 102 - Un nuovo colpo di coda (2000)
- Il sapore della vittoria - Uniti si vince (2000)
- Faccia a faccia (2000)
- Pretty Princess (2001)
- Max Keeble alla riscossa (2001)
- Che fine ha fatto Santa Clause? (2002)
- Snow Dogs - 8 cani sotto zero (2002)
- Un sogno, una vittoria (2002)
- The Country Bears - I favolorsi (2002)
- Tuck Everlasting - Vivere per sempre (2002)
- Holes - Buchi nel deserto (2003)
- Quel pazzo venerdì (2003)
- Lizzie McGuire - Da liceale a popstar (2003)
- Inspector Gadget 2 (2003)
- Where The Red Fern Grows (2003)
- La casa dei fantasmi  (2003)
- La maledizione della prima luna (2003)[4]
- Young Black Stallion (2003)
- Quanto è difficile essere teenager! (2004)
- Il giro del mondo in 80 giorni (2004)
- Principe azzurro cercasi (2004)
- Il mistero dei templari (2004)
- Miracle (2004)
- Missione Tata (2005) (con Spyglass Entertainment)
- Ice Princess - Un sogno sul ghiaccio (2005)
- Herbie - Il super Maggiolino (2005)
- Sky High - Scuola di superpoteri (2005)
- Il più bel gioco della mia vita (2005)
- Le cronache di Narnia - Il leone, la strega e l'armadio (2005)[5]
- Glory Road - Vincere cambia tutto (2006)
- High School Musical (2006)
- 8 amici da salvare (2006) (con Spyglass Entertainment)
- Shaggy Dog - Papà che abbaia... non morde (2006)
- Pirati dei Caraibi - La maledizione del forziere fantasma (2006)[4]
- Imbattibile (2006)
- Santa Clause è nei guai (2006)
- Un ponte per Terabithia (2007)
- Pirati dei Caraibi - Ai confini del mondo (2007)[4]
- Underdog - Storia di un vero supereroe (2007)
- High School Musical 2 (2007)
- Cambio di gioco (2007)
- Come d'incanto (2007)
- Supercuccioli sulla neve (2008)
- Il mistero delle pagine perdute (2008)[4]
- Beverly Hills Chihuahua (2008)[6]
- In viaggio per il college (2008)
- Le cronache di Narnia - Il principe Caspian (2008)[5]
- High School Musical 3: Senior Year (2008)
- Racconti incantati (2008)
- Supercuccioli nello spazio (2009)
- Corsa a Witch Mountain (2009)
- Hannah Montana: The Movie (2009)
- Supercuccioli a Natale: Alla ricerca di zampa Natale (2009)
- G-Force - Superspie in missione (2009)[4]
- Daddy Sitter (2009)
- Alice in Wonderland (2010)
- Prince of Persia - Le sabbie del tempo (2010)[4]
- L'apprendista stregone (2010)
- Tron Legacy (2010)
- Un anno da ricordare (2010)
- Prom - Ballo di fine anno (2010)
- Pirati dei Caraibi - Oltre i confini del mare (2011)[4]
- The Help (2011)
- Beverly Hills Chihuahua 2 (2011)
- I Muppet (2011)
- John Carter (2012)
- Beverly Hills Chihuahua 3: Viva La Fiesta! (2011)
- L'incredibile vita di Timothy Green (2012)
- Il grande e potente Oz (2013)
- The Lone Ranger (2013)[4]
- Saving Mr. Banks (2013)
- Muppets 2 - Ricercati (2014)
- Million Dollar Arm (2014)
- Maleficent (2014)
- Una fantastica e incredibile giornata da dimenticare (2014)
- Into the Woods (2014)
- McFarland, USA (2015)
- Cenerentola (2015)
- Tomorrowland - Il mondo di domani (2015)
- L'ultima tempesta (2016)
- Il libro della giungla (2016)
- Alice attraverso lo specchio (2016)
- Il drago invisibile (2016)
- Il GGG - Il grande gigante gentile (2016)[7]
- La bella e la bestia (2017)
- Vi presento Christopher Robin (2017)
- Pirati dei Caraibi - La vendetta di Salazar (2017)[4]
- Nelle pieghe del tempo (2018)
- Lo schiaccianoci e i quattro regni (2018)
- Ritorno al Bosco dei 100 Acri (2018)
- Il ritorno di Mary Poppins (2018)
- Dumbo (2019)
- Aladdin (2019)
- Maleficent - Signora del male (2019)
- Mulan (2020)
- Artemis Fowl (2020)
- L'unico e insuperabile Ivan (2020)
- Jungle Cruise (2021)
- The Beatles: Get Back (2021)
- Crudelia (2021)
- Pinocchio (2022)
- Peter Pan & Wendy (2023)
- La sirenetta (2023)
- La casa dei fantasmi (2023)
- Biancaneve (2025)
- Lilo & Stitch (2025)

## Disneynature
Dal 2008 la Walt Disney Pictures ha in progetto la realizzazione di almeno un documentario all'anno. A fronte di questa decisione viene istituito il marchio Disneynature. Il primo documentario ad essere prodotto dalla Disney è stato intitolato Earth - La nostra Terra.

## Logo
Durante gli anni la casa di produzione ha avuto diversi loghi:
- 1985-2006 (per i film in animazione tradizionale e alcuni in live-action): su uno sfondo blu comincia a formarsi in 2D il castello Disney davanti al quale dopo compare il nome dell'omonima casa di produzione.

P.S.: il logo è stato introdotto in Nel fantastico mondo di Oz, ma la fanfara non si sente fino a Taron e la pentola magica.
(Primo film: Nel fantastico mondo di Oz)
(Ultimo film: Red e Toby 2 - Nemiciamici)
- 1995-2007 (per i film e i cortometraggi relativi ai film della Pixar Animation Studios): sempre su sfondo blu molto simile ad un cielo l'immagine indietreggia fino ad arrivare ad inquadrare il castello in 3D con la scritta Walt Disney Pictures.

(Primo film: Toy Story)
(Ultimo film: Ratatouille)
- 2006-2012 (per tutti i film tranne quelli dei Marvel Studios): si comincia vedendo un cielo notturno e pian piano l'inquadratura si sposta, partendo dalla bandiera, sul castello e con i fuochi d'artificio, per poi terminare con un'inquadratura sul castello stesso con davanti il fiume e la scritta Walt Disney Pictures.

(Primo film: Pirati dei Caraibi - La maledizione del forziere fantasma)
(Ultimo film: Supercuccioli a caccia di tesori)
- 2011-2022: stessa animazione del logo precedente ma con due differenze: la luce e il cielo sono leggermente più chiari e nella scritta compare solo Disney.

(Primo film: I Muppet)
(Ultimo film: Pinocchio)
- 2022-oggi: la prima inquadratura è la stessa del precedente logo, la stella polare che assomiglia Trilli in un cielo notturno, ma ad un certo punto questa si stacca dallo sfondo (che si rivela essere in realtà un fiume) e inizia ad attraversare un paesaggio montano durante il tramonto, fino ad arrivare alla cima di una cascata, dove vediamo lo storico castello illuminato dai fuochi artificiali e dalla scia luminosa (che viene inquadrato a 360°), affacciato su un lago. Nel biennio 2022-2023, in occasione del centesimo anniversario dell'azienda, il logo presenta la scritta "Disney100 - 100 years of wonder".

(Primo film: Strange World - Un mondo misterioso)